# Prostitución en Botsuana
La prostitución en Botsuana no es ilegal, pero para perseguir a las prostitutas se utilizan leyes como las de desorden público, vagabundeo, vagancia y disposiciones religiosas reconocidas por el Estado. Las actividades relacionadas, como la prostitución y el mantenimiento de burdeles, sí que son ilegales. Botsuana ha hecho propuestas para legalizar la prostitución con el fin de prevenir la propagación del sida. La prostitución está muy extendida, y tiene lugar en la calle, bares, hoteles o burdeles.
Las fuerzas del orden son débiles, incoherentes y corruptas. Las trabajadoras del sexo denuncian violencia y extorsión habituales por parte de la policía. En ocasiones, la policía exige sexo o sobornos a las prostitutas extranjeras bajo amenaza de deportación. Los preservativos se entregan gratuitamente en los centros de salud, pero la policía suele confiscarlos a las trabajadoras del sexo.
El complejo comercial Gaborone West y las calles que lo rodean son la principal zona de prostitución de la capital, Gaborone. El barrio Itekeng de Francistown es la principal zona de prostitución de la ciudad. La mayoría de las prostitutas de ambas ciudades proceden de Zimbabue. En 2013, el Ministerio de Sanidad de Botsuana estimó que había más de 1 500 trabajadoras del sexo zimbabuenses en el país, principalmente en Gaborone, Francistown y Kasane, de un total de unas 4 000 prostitutas en esas tres zonas.
Aunque la homosexualidad está estigmatizada en el país, la prostitución masculina está aumentando en Botsuana, especialmente en Gaborone, Palapye, Francistown, Maun, Kasane y Kazungula.

## Situación legal
El Código Penal de Botsuana tipifican como delito, o se utilizan para tipificar como tales, la prostitución y las actividades conexas. El artículo 57 de la Ley de la Infancia de 2009 tipifica como delito inducir, coaccionar o animar a un niño a ejercer la prostitución, con una pena de dos a cinco años de prisión y/o una multa de 50 000 pulas (unos 3 400 euros al cambio).
La Ley contra la Trata de Seres Humanos de 2014 tipifica como delito todas las formas de trata, siguiendo esencialmente el derecho internacional y tipificando como delito el uso de la fuerza, el fraude o la coacción con fines de explotación.
Activistas feministas como Resego Kgosidintsi han impulsado la legalización del trabajo sexual en Botsuana como método para disminuir el secretismo y la violencia contra las mujeres.

## Prevalencia del VIH
Botsuana Uganda se encuentra entre los diez países con mayores tasas de prevalencia del VIH. Su tasa nacional de prevalencia del VIH entre adultos de 15 a 49 años es del 24,8 %, la tercera más alta del mundo, por detrás de Lesoto y Suazilandia. Los profesionales del sexo son un grupo de alto riesgo. En 2012 se informó que este grupo llegaba a tener una prevalencia del VIH del 61,9 %.
Los profesionales del sexo informan de que muchos clientes son reacios a utilizar preservativos. Algunos pagan más por mantener relaciones sexuales sin protección y otros recurren a la violencia.

## Tráfico sexual
Botsuana es país de origen, tránsito y destino de mujeres y niños víctimas del tráfico sexual. Los residentes del país más vulnerables son las mujeres desempleadas, la población pobres de zonas rurales, los trabajadores agrícolas y los niños. Las niñas y mujeres de Botsuana son posiblemente explotadas en la prostitución interior, incluso en bares y por camioneros a lo largo de las principales autopistas. Algunas mujeres pueden ser transportadas a países vecinos para ser explotadas sexualmente. Los niños zimbabuenses inmigrantes indocumentados podrían ser vulnerables al tráfico en Botsuana. No se ha realizado ningún estudio internacional o nacional exhaustivo sobre las tendencias de la trata en este país.
La Oficina de Vigilancia y Lucha contra la Trata de Personas del Departamento de Estado de los Estados Unidos clasificó en 2023 a Botsuana como país de "nivel 2".